# Îlet Biche
L' îlet Biche est un îlet situé sur la commune de Saint-Georges-de-l'Oyapock, dans le département français de la Guyane.